# Postgeschichte und Briefmarken von Liechtenstein

Die Postgeschichte und damit auch die Briefmarken des Fürstentums Liechtenstein sind eng mit der Postgeschichte von Österreich verbunden. Das Postwesen in Liechtenstein wurde zunächst durch die österreichische Post aufgebaut und später betreut. Nach dem Ersten Weltkrieg näherte sich Liechtenstein jedoch aus politischen Gründen an die Schweiz an. Erst seit dem Jahre 1999 ist das Postwesen ganz in der Hand des Fürstentums. Dank der früheren Verbindung zu Österreich ist Liechtenstein eines der ersten Länder, die Briefmarken verwendeten.

## Österreichische Post in Liechtenstein

### Eröffnung der ersten Postämter
Die ersten nachgewiesenen Postämter auf dem Gebiet des heutigen Liechtensteins finden sich bereits im 16. Jahrhundert. Zur damaligen Zeit lief die wichtige Postroute von Mailand nach Lindau entlang des Rheins durch Liechtenstein. Hierfür kam es zur Errichtung zweier Poststellen in Balzers und Schaan. Ein Postsystem für Liechtenstein selbst wurde allerdings nicht errichtet. So gab es im 16. bis zum 18. Jahrhundert noch kein eigenes liechtensteinisches Postwesen.
Anfang des 19. Jahrhunderts wollten die Fürsten von Liechtenstein diesen Missstand beseitigen, und so betrauten sie das Kaisertum Österreich, in dem sie auch ihre Residenz hatten, mit der postalischen Erschliessung des damaligen deutschen Kleinstaates. Am 1. September 1817 wurde schliesslich die erste Briefsammelstelle durch die k.k. österreichische Postverwaltung in Balzers eröffnet. Die erfreute sich grossen Interesses, und so gründete man im Jahre 1845 ein weiteres Postamt in Vaduz. Diese Ämter waren vollkommen mit dem restlichen österreichischen Postnetz verbunden. Postalisch wurde Liechtenstein als österreichisches Inland behandelt.

### Einführung der Briefmarke

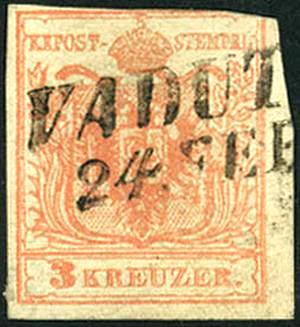
KK 1850 Ausgabe, 3 Kreuzer mit Entwertung aus VADUTZ

Diese Behandlung wurde besonders im Jahre 1850 wichtig. In jenem Jahr wurden die Briefmarken im Kaiserreich eingeführt, die nun auch am 1. Juni 1850 in Balzers und Vaduz erschienen sind. Bis dahin gab es jedoch noch gar keine vertragliche Regelung über die Betreuung der liechtensteinischen Post durch Österreich. Diese erfolgte erst mit 5. Juni 1852; dabei wurden die bisherigen Verhältnisse bestätigt. Dieser Vertrag wurde am 3. Dezember 1876 erneut mit Österreich-Ungarn bestätigt.
Die erste Briefmarkenausgabe für Österreich und Liechtenstein zeigte das Kaiserwappen. Die geschnittenen Freimarken wurden in den Werten zu 1, 2, 3, 6 und 9 Kreuzer verkauft. Zu Beginn wurde diese Ausgabe noch auf handgeschöpftem, später auf maschinell hergestelltem Briefmarkenpapier gedruckt. Erhalten gebliebene Stücke mit den Langstempeln von Vaduz und Balzers sind sehr selten. Auch von den nachfolgenden Ausgaben, die Kaiser Franz Joseph I. oder das Kaiserwappen zeigen (z. B. die Kaiserkopfausgabe von 1858), sind nur wenige Stücke mit einer Entwertung eines liechtensteinischen Postamtes bekannt geworden.
Neben den Freimarken erschienen auch alle anderen Briefmarken Österreichs, wie Zeitungsmarken und Nachportomarken, uneingeschränkt an den liechtensteinischen Postämtern. Auch Ganzsachen, wie Briefumschläge, Streifbänder, Kartenbriefe und Korrespondenzkarten, wurden verkauft. Ebenso Steuermarken, wie die Zeitungsstempelmarken, sind mit liechtensteinischen Poststempeln bekannt geworden. Seit der Eröffnung weiterer Postämter in Nendeln am 15. Oktober 1864, das am 1. März 1912 nach Eschen übersiedelte, in Schaan am 26. Oktober 1872 und in Triesen am 1. Juli 1890 finden sich auch deren Rundstempel auf den österreichischen Briefmarken.

### Erste eigene Postwertzeichen

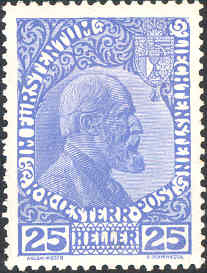
25 Heller von 1912

Am 4. Oktober 1911 schlossen das Fürstentum Liechtenstein und Österreich-Ungarn ein neues Übereinkommen betreffend das Post-, Telefon- und Telegrafenwesen in Liechtenstein. Dieses Übereinkommen sah die Bildung einer eigenen Liechtensteinischen Post am 1. Januar 1912 vor, die jedoch weiterhin mit der k. k. österreichischen Post zusammenarbeitete und von ihr verwaltet wurde. Man entschloss sich weiters für die wichtigsten Portostufen der Briefpost, 5, 10 und 25 Heller, eigene Briefmarken für das Fürstentum herzustellen.
Am 1. Februar 1912 erschienen schließlich die ersten drei liechtensteinischen Freimarken an den fünf Postämtern im Lande. Hergestellt wurden sie im Buchdruck in der Staatsdruckerei Wien. Entworfen wurden sie von Koloman Moser, gestochen von Ferdinand Schirnböck. Diese beiden Künstler waren auch für die gleichzeitig verwendete österreichische Freimarkenserie verantwortlich. Die liechtensteinischen Briefmarken wurden ihr sehr ähnlich gestaltet, da ja nur die Werte zu 5, 10 und 25 Heller ersetzt wurden. Die österreichischen Werte von 1 Heller bis 10 Kronen konnten und mussten gegebenenfalls mit ihnen kombiniert werden. Als Briefmarkenpapier verwendete man zunächst Kreidepapier, später gewöhnliches Briefmarkenpapier. Die liechtensteinischen Varianten der 5, 10 und 25 Heller zeigten allesamt den regierenden Fürsten Johann II. mit dem liechtensteinischen Wappen in der rechten oberen Ecke. Die Inschrift „K. K. Österreichische Post im Fürstentum Liechtenstein“ gab Auskunft über die österreichische Verwaltung.

### Ablösung von Österreich
In den Folgejahren wurden weitere Briefmarken in immer mehr verschiedenen Wertstufen für Liechtenstein von der k. k. österreichischen Post ausgegeben, unter anderem erfolgte auch die Ausgabe der ersten liechtensteinischen Sondermarken anlässlich des 60. Regierungsjubiläums des Fürsten Johann II. von Liechtenstein. Der Entwurf und Stich erfolgte ebenfalls von Koloman Moser und Franz Schirnböck. Mit dem Ausgabetag, dem 12. November 1918, endete allerdings die Verwaltung der liechtensteinischen Post durch die k.k. österreichische Post, da an diesem Tag das kaiserliche Cisleithanien der Republik Deutschösterreich wich. Der zuvor zu Ende gegangene Erste Weltkrieg hatte bis auf einige kürzere Einstellungen des Postverkehrs im letzten Kriegsjahr keine größeren Auswirkungen auf Liechtenstein und sein Postwesen. Um die Einstellungen zu umgehen, wurden teilweise kleinere Gemeinde-Boten-Dienste, wie zwischen Vaduz und Sevelen in der Schweiz, eingerichtet.
Zunächst betrieb auch die deutschösterreichische Post das Postwesen in Liechtenstein weiter. Die bis dahin verausgabten Briefmarken blieben weiterhin in Liechtenstein gültig, und schon bald wurden auch die Freimarken der Republik im Fürstentum verkauft. Wirtschaftliche Probleme und die beginnende Hyperinflation in Deutschösterreich wirkten sich auch negativ auf das Fürstentum aus. Durch die Verwendung der österreichischen Währung trug man die galoppierende Geldentwertung ungewollt mit. Zu Beginn des Jahres 1920 wurden bereits die ersten liechtensteinischen Briefmarken mit höheren Nennwerten überdruckt. Schließlich beschloss die Regierung des Fürstentums die Aufhebung des Postvertrages mit Österreich am 29. Februar 1920.

### Lose Zusammenarbeit mit Österreich
Am 5. Mai 1920 gab die liechtensteinische Post die erste große Freimarkenserie nach Kündigung des Postvertrages mit Österreich aus. Sie erschien zunächst noch ungezähnt, wenige Monate später jedoch bereits gezähnt mit zusätzlichen Werten. Die liechtensteinische Post arbeitete weiterhin lose mit Österreich zusammen und verwendete die österreichische Kronenwährung. So stammte beispielsweise die neue Freimarkenserie wiederum aus Wien, von Paulusson & Co., und so durften auch österreichische Briefmarken weiter verwendet werden. Die liechtensteinische Regierung suchte jedoch zunehmend den Kontakt mit der Schweizer Regierung, da man bestrebt war, die Krone durch den Schweizer Franken abzulösen und in weiterer Folge das Fürstentum wirtschaftlich und postalisch an die Schweiz anzuschließen.

## Schweizerische Post in Liechtenstein
Am 10. November 1920 wurde der erste Postvertrag mit der Schweiz abgeschlossen. Er sah die Betreuung des liechtensteinischen Postwesens durch die Schweiz vor, ohne die liechtensteinische Post zu stark einzuschränken. Nach dem Inkrafttreten am 1. Februar 1921 erschienen die ersten Franken-Marken von Liechtenstein. Österreichische Briefmarken verloren umgehend ihren Frankaturwert, nur der Druck der liechtensteinischen Briefmarken blieb Österreich weiter erhalten.
Unter Betreuung der Schweizerischen Post erfolgten zahlreiche Ausgaben neuer Freimarken sowie die ersten Blockausgaben und die Einführung von Flugpostmarken im Jahre 1930 und Dienstmarken 1933. Nachportomarken wurden bereits unter österreichischer Postverwaltung in Liechtenstein ausgegeben und nun abgelöst. Vor allem in den letzten Jahrzehnten versuchte das Land größere Mengen von Briefmarken an Sammler im Ausland zu verkaufen und hatte damit Erfolg.
Anlässlich des 150. Geburtstags von Moriz Menzinger gab das Fürstentum Liechtenstein im Jahr 1982 eine dreiteilige Briefmarkenserie mit Abbildungen seiner Landschaftsbilder heraus: Eine 40-Rappen-Marke mit dem Motiv Neu Schellenberg (gemalt 1861), eine 50-Rappen-Marke mit einer Ansicht von Vaduz (gemalt 1860) sowie eine 100-Rappen-Marke mit dem Kirchhügel von Bendern und dem Alpenrhein vor seiner Begradigung im Vordergrund (gemalt 1868). Die Gravur der Entwürfe besorgte der österreichische Briefmarkenkünstler Wolfgang Seidel (* 1946).

## Liechtensteinische Post AG

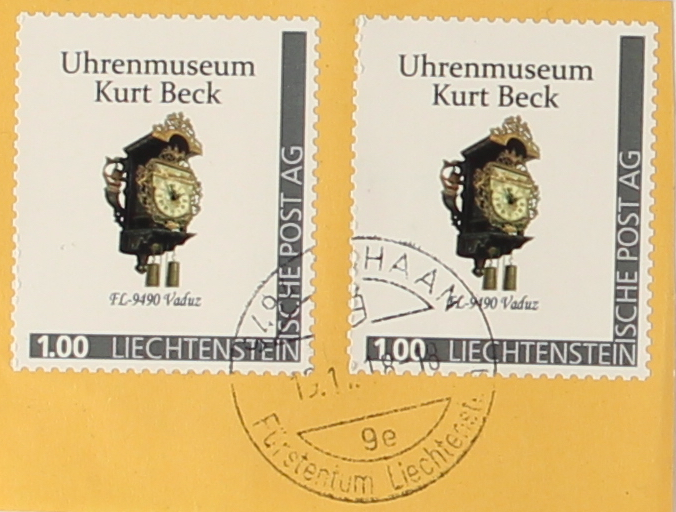
Sondermarke zur Eröffnung des Uhrenmuseums Kurt Beck.

In den 1990er Jahren strebte Liechtenstein ein völlig unabhängiges Postwesen an. Die Regierung des Fürstentums beschloss die Einrichtung einer Liechtensteinischen Post am 18. Dezember 1998, die Gründung der Liechtensteinischen Post AG erfolgte am 19. November 1999. Die Postpolitik und das Briefmarkenausgabeprogramm knüpfen an die Zeit der Schweizerischen Post in Liechtenstein an.
Die vor 1996 herausgegebenen Briefmarken sind mit Ausnahme einiger weniger Motive seit dem 1. Januar 2002 frankaturungültig.

## Philatelistische liechtensteinische Vereine
Weltweit existieren mehrere Vereine, die sich mit Liechtensteins Philatelie beschäftigen.
- Liechtensteiner Philatelisten-Verband
- Verein der Liechtenstein-Sammler
- Ring der Liechtensteinsammler e. V.
- Österreichischer Sammlerverein der Liechtensteinischen Philatelie
- Nederlandse Vereniging van Postzegelverzamelaars van het Vorstendom Liechtenstein
- Liechtenstudy USA